# Vía a través de silicio

Pastillas de DRAM apiladas conectadas por TSV en combinación con una interfaz de memoria de alto ancho de banda (HBM).

En ingeniería electrónica, las vías a través del silicio o TSV (del inglés through-silicon via) son conexiones verticales que atraviesan por completo tanto las obleas de silicio como las superficies individuales de los circuitos integrados, conocidas como pastillas o dados. La tecnología de creación de las TSV es utilizada como parte del proceso de fabricación de chips 3D, que incluyen decenas de capas de memoria apiladas.
Gracias a la tecnología TSV, los chips tridimensionales pueden empaquetarse de forma que el área usada sea mínima sin que ello suponga una reducción de la funcionalidad del chip. Además, también posibilita la reducción de los caminos críticos existentes entre los componentes, aumentando de este modo la velocidad de las operaciones.
En cuanto al proceso de fabricación de estas vías, generalmente son realizadas mediante láser o algún otro método de taladrado más o menos complejo, para posteriormente ser rellenas de cobre o algún otro material conductor.
Además, dependiendo del material utilizado en las uniones, es conveniente realizar las TSV en un momento distinto dentro del proceso de fabricación de los chips 3D. De este modo, las recomendaciones son las siguientes:
- Preunión: realización de las TSV antes de unir las distintas capas de componentes. Especialmente recomendada para los procesos en los que se usen uniones entre contactos de cobre o uniones derivadas de una mezcla entre metal y sustancia adhesiva.
- Posunión: realización de las TSV después de unir las capas de componentes. Recomendada para los procesos en los que las uniones sean entre capas completas de óxido o de adhesivo.